# Grolsch

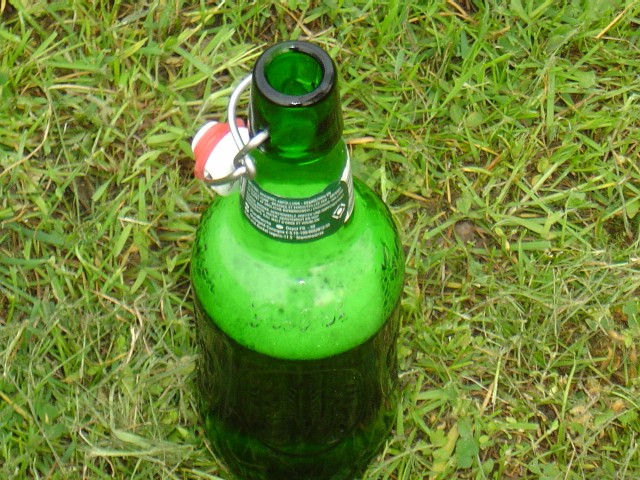
Bouteille de Grolsch.

Grolsch (néerlandais : Grolsche Bierbrouwerij) est une brasserie néerlandaise fondée en 1615 par Willem Neerfeldt à Groenlo et produisant une gamme de bière du même nom.

## Histoire[1]

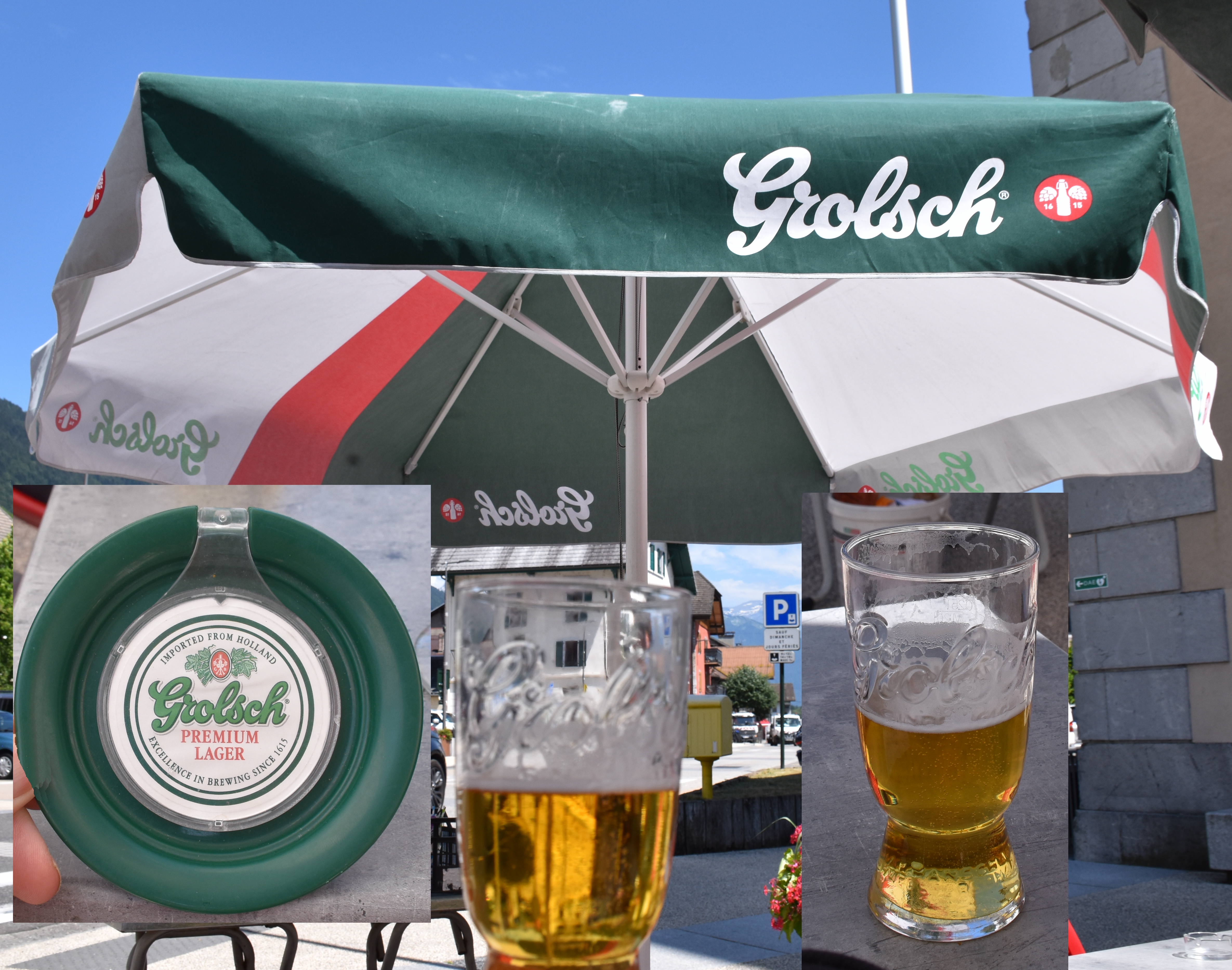
Bière Grolsch en terrasse à Taninges (France).

Du fait des techniques alors en vigueur, les bières brassées au XVIIe siècle n'avaient pas grand-chose à voir avec les blondes actuelles. Le goût et la texture de la Grolsch actuelle est donc bien différente de l'originelle. Une cinquantaine d'années après la création de la brasserie, Peter Cuyper introduisit l'utilisation de deux houblons différents, l'un amer, l'autre aromatisant, augmentant ainsi la qualité de la bière produite. Mais c'est à la fin du XIXe siècle que la Grolsch devint ce qu'elle est désormais : une pils houblonnée conditionnée en bouteilles de 450 ml coiffée d'un bouchon mécanique.
Une brasserie de plus grande capacité s'est installée à Enschede. En 2004, les brasseries de Groenlo et Enschede sont remplacées par une nouvelle, à Boekelo. Grolsch a été rachetée en 2007 par le groupe britannique SABMiller. Ce dernier s'en sépare en 2016 pour satisfaire aux exigences des autorités de la concurrence dans le cadre de son acquisition par Anheuser-Busch InBev, et la marque est depuis propriété du groupe japonais Asahi.